# 社会特权
在人类学中，特权是指只有特定的个人或群体才能获得或享有的特殊权利、优势或豁免权。在社会学中，特权指的是可观察到的仅对特定个人或群体适用的权利或优势。该术语通常用于描述社会不平等的现象，特别是关于年龄、残疾、种族或种族类别、性别、性别认同、性取向、宗教和社会阶层等方面的不平等。其中，两个比较常见的社会不平等现象是获得高等教育和住房的机会。在该术语的较新用法里，特权有了情感或心理方面的含义，它用来描述自我认可和个人自信，或具有社会归属感或价值感。特权起初是一个学术概念，但后来在学术界之外被更广泛地引用。

## 历史

### W.E.B.杜布的著作

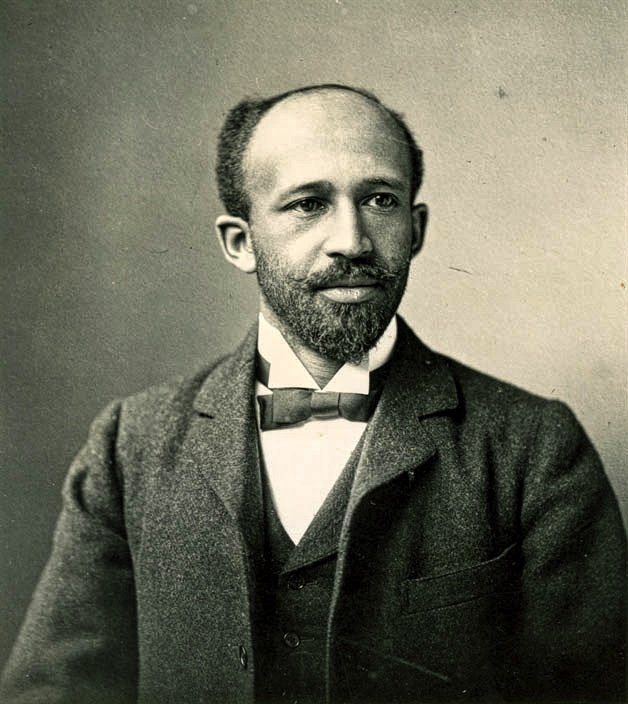
W·E·B·杜波依斯，《黑人的灵魂》一书的作者

作为一个社会概念，特权的历史可以追溯到美国社会学家和历史学家W·E·B·杜波依斯在1903年所著的书《黑人的灵魂》。 在这本书里他写道，虽然大多数非洲裔美国人都能顾及美国白人并意识到种族歧视的存在，但美国白人却不会顾及非洲裔美国人，更不会去关心种族歧视的恶果。在1935年，杜布瓦书指出了在美国社会普遍存在的仅由美国白人特别享有的“白人薪资”。 同时，他还写道，这些白人享有的特权还包括：更会受到社会礼让和社会认可、不受阻碍地享受各种公共服务、在法庭上受到宽大处理和子女也更容易被录取入最好的学校。

### 概念形成
佩吉·麦金托什是一位美国女权主义者和反种族主义活动家，1988年发表了《白人特权和男性特权：通过女性研究工作看到对应关系的个人经历》。在这篇文章中，她记录了她作为一个白人在美国享有的四十六种特权。例如，“我可以确信，如果我需要法律或医疗帮助，我的种族不会对我不利”，以及“我不必教育我的孩子要意识到系统性的种族主义，以保护他们自己的日常安全”。麦金托什将白人特权描述为一种“看不见的未经赚取的资产”，白人不愿意承认它，而且它使他们对种族问题感到自信、舒适和漠视，而非白人则变得缺乏自信、不舒适和疏远。麦金托什的文章被认为是激发了学术界对特权的兴趣，这一主题在此后的几十年里得到了广泛的研究。

## 概述
从历史上看，社会不平等的学术研究主要关注少数群体受到的歧视，而忽视了占主导地位的社会群体所享有的特权。这种情况在20世纪80年代末发生了变化，当时研究者开始探讨特权的概念。
特权，按照研究者的理解和描述，是多个不同重要性的变量的函数，例如种族、年龄、性别、性取向、性别认同、神经多样性、国籍、宗教、身体能力、健康、教育水平等。种族和性别往往有最大的影响，因为一个人出生就具有这些特征，而且它们是立即可见的。然而，宗教、性取向和身体能力也是非常相关的。有些变量，如社会阶层，相对稳定，而有些变量，如年龄、财富、宗教和吸引力，会随着时间的变化而变化。有些特权的属性至少部分地由个人决定，例如教育水平，而有些属性，例如种族或阶层背景，完全是非自愿的。
美国社会学家迈克尔·S·金梅尔用风的隐喻来解释这个概念。他说，当你逆风而行时，你必须为每一步而奋斗。当你顺风而行时，你根本感觉不到风，但你的速度却比平时快得多。风就是社会特权，如果它与你同向，它就会毫不费力地推动你前进。
在这个理论的视角下，有特权的人被视为“正常”的，因此在社会中享有隐形和便利，而其他人则被贬低为次等的。有特权的人在社会的各个方面，无论是大众媒体还是与老师、工作场所的管理者和其他权威人士的面对面交往中，都能看到自己的影子。研究者认为，这导致了有特权的人产生了一种优越感和成功的预期，同时也让他们免于担心可能遭受来自权威人士的歧视。

## 对特权的觉察
一些学者，比如佩吉·麦金托什，指出了一种模式，即那些从某种特权中受益的人不愿意承认它 。有人可能会认为，这种否认对于那些没有享受同样特权的人来说是一种更大的不公。德拉德·温·苏把这种否认称为一种“微侵略”或“微无效化”，它否定了没有特权的人的经历，并且贬低了他们面临的障碍。
麦金托什写道，大多数人不愿意承认自己的特权，而是寻找理由来为自己的特权辩护或减轻其影响，声称自己的特权是完全靠自己努力得来的。他们承认个别人有着不劳而获的优势，但否认特权是一种制度化和深植于我们社会的现象。她写道，那些认为特权是系统性的人也可能否认自己从中受益，而且反对消除特权的努力。

### 不同形式特权的举例

#### 教育种族主义
种族主义是一种信念，认为人类的不同群体具有与外貌相对应的不同行为特征，并且可以根据一种种族对另一种种族的优越性来划分。这可能导致某些特定的民族和文化群体享有更多的资源和机会，包括教育和工作岗位。 教育种族主义自美国建国以来就根深蒂固地存在于美国社会中。18世纪和19世纪的一系列法律，被称为黑人法典，将黑人接受教育的权利定为犯罪。直到美国宪法第十三修正案、第十四修正案和1866年的民权法案出台之前，黑人寻求教育就会受到法律的惩罚。这样一来，就使得非裔美国人保持文盲，只被当作劳动力。然而，即使在这些制度和法律的变化之后，非裔美国人仍然受到教育种族主义的打击，表现为美国的学校种族隔离。在20世纪，反对教育种族主义的斗争达到了高潮，最终以最高法院的里程碑式案例布朗诉教育局案为终结。
教育种族主义在历史上还有其他形式，比如1831年建立的加拿大印第安人寄宿学校制度，它强行把原住民儿童送进旨在抹去他们的民族、语言和文化特色，使他们同化到白人移民社会的学校。直到1996年最后一所寄宿学校关闭，加拿大的教育制度一直针对和伤害原住民儿童。据估计，有6000名儿童死于这个制度。

#### 异性恋特权
异性恋特权可以定义为“社会赋予异性恋者的权利和未经挣得的优势”。社会中有制度和文化的力量鼓励异性恋。性取向是对一个或多个性别的反复的浪漫、性或情感的吸引。有多种类别，包括异性恋、同性恋、女同性恋和双性恋。异性恋被认为是性取向的规范形式。
异性恋特权是基于社会中存在的恐同，特别是在个人层面。在2014年到2018年期间，加拿大发生了849起与性取向有关的仇恨犯罪。尽管加拿大在2005年就合法化了同性婚姻，并且保障了所有性取向的人的人权，但社会上仍然对那些不符合异性恋的人有偏见。
除此之外，诸如婚姻之类的制度也阻止了同性伴侣享受彼此的健康保险、税收优惠或一起收养孩子。同性婚姻只在27个国家合法，大多数在北半球。这导致了非异性恋伴侣无法从基于异性恋的制度结构中受益，从而造成了异性恋者的特权。

## 交叉性
特权理论认为，每个个体都嵌入在一个由不同类别和情境构成的矩阵中，他们在某些方面享有特权，在另一些方面处于劣势，拥有特权的属性会减轻劣势，而属于弱势群体的身份会削弱特权的好处。 这可以进一步得到交叉性的概念的支持，这个概念是由金伯利·克伦肖在1989年提出的。当将交叉性应用于社会特权的概念时，它可以被理解为一个人缺乏特权的其他领域可以减轻一种形式的特权的方式，例如，一个有男性特权但没有白人特权的黑人。也有人认为，享有特权的社会身份群体的成员往往没有意识到自己的优势。
身份的不同形式的交叉点可以增强或减弱特权的效果。心理学分析发现，人们倾向于根据自己身份的不同要素来构建自己的生活，并因此通过自己拥有或没有的特权来框定自己的生活。 然而，这种分析也发现，这种框架在某些国家更为强烈，暗示了身份和特权在某些国家可能更为核心。人们经常根据多数派来塑造自己，因此与身份的联系以及特权的程度对于更边缘化的群体来说可能更强。
一个人可能拥有的特权形式实际上可能会因为其他因素的存在而减少。例如，对一个男同性恋者而言，除了已经缺乏异性恋特权之外，其女性化可能会降低他的男性特权。在承认特权时，必须单独理解多方面的情况。特权是一个微妙的概念，交叉性的理解有助于弥合原始分析中的差距。

## 批评
特权的概念受到了忽视不同群体之间相对差异的批评。例如，劳伦斯·布鲁姆（Lawrence Blum）认为，在美国文化中，华裔、日裔、印度裔、韩裔和柬埔寨裔之间，以及非裔美国人、来自加勒比地区的黑人移民和来自非洲的黑人移民之间，都存在着地位差异。
布鲁姆同意特权的存在和系统性，但仍然批评了这个标签本身，他说，“特权”这个词暗示了奢侈品而不是权利，并且认为特权的一些好处，比如接受教育和住房的无障碍，更应该被理解为权利；布鲁姆建议，特权理论应该区分“免受不公”和“不公得利”，因为有特权的人的一些影响是前者，而另一些是后者。布鲁姆还认为，特权可能会使有特权的和没有特权的群体都趋于同质化，而事实上它需要考虑相互作用的效果和个人的多重群体身份的作用。迈克尔·莫纳汉（Michael Monahan）认为，“白人特权”更准确地说是白人通过历史上剥夺非白人的权利而获得的优势，而不是一种让白人超越正常人类地位的特权。
心理学家艾琳·库利（Erin Cooley）在2019年发表的一项研究中报告说，阅读关于白人特权的文章会降低社会自由主义者对贫困白人的同情，并增加他们惩罚/责备的意愿，但不会增加他们对贫困黑人的同情。

## 衍生阅读
Pease, B. (2010). Undoing privilege : unearned advantage in a divided world. Zed Books.